# 山形県立山形盲学校
山形県立山形盲学校（やまがたけんりつ やまがたもうがっこう）は、山形県上山市金谷字金ケ瀬にある公立特別支援学校。視覚障害者を教育対象とする。

## 学部
- 小学部
- 中学部
- 高等部